# Gledson
Gledson da Silva Menezes (Felipe Guerra, Rio Grande do Norte, 4 de septiembre de 1979), más conocido como Gledson, es un futbolista brasileño. Juega de defensa y su actual equipo es el FSV Frankfurt de la 2. Bundesliga de Alemania.

## Clubes
| Club                  | País     | Año       |
| --------------------- | -------- | --------- |
| Tubarão Futebol Clube | Brasil   | 2000-2001 |
| Fortuna Colonia       | Alemania | 2002      |
| Rot-Weiß Ahlen        | Alemania | 2002-2003 |
| VfL Osnabrück         | Alemania | 2003-2004 |
| Rot-Weiß Ahlen        | Alemania | 2004-2005 |
| Hansa Rostock         | Alemania | 2005-2007 |
| VfB Stuttgart         | Alemania | 2007      |
| Hansa Rostock         | Alemania | 2008-2009 |
| FSV Frankfurt         | Alemania | 2009-     |